# Kritička pravna teorija
Kritička pravna teorija je škola mišljenja unutar pravne znanosti, oslonjena na tzv. kritičku teoriju razvijenu u velikoj mjeri od marksističkog sociologa Maxa Horkheimera.
Kritička pravna teorija se bavi otkrivanjem prikrivenih ambivalentnosti u propisima, koji pridonose različitim ishodima njihove primjene za različite društvene grupe.
Važan dio kritičke pravne teorije je kritička rasna teorija, koja se koncentrira na ishode primjene propisa na pripadnike rasnih manjina.
Kritička rasna teorija je u prvom redu raširena u Sjedinjenim Američkim Državama, gdje se pravni znanstvenici koji su pobornici kritičke teorije okupljaju na godišnjim Critical Legal Conference (CLC). Među autorima koji se okupljaju oko CLC, ističu se Drucilla Cornell, Mark Kelman, Alan Hunt, Catharine MacKinnon, Duncan Kennedy, David Kennedy, Martti Koskenniemi, Gary Peller, Peter Fitzpatrick, Morton Horwitz, Jack Balkin, Costas Douzinas, Karl Klare, Peter Gabel, Roberto Unger, Renata Salecl, Mark Tushnet, Louis Michael Seidman, John Strawson and Martha Fineman.